# Львівський локомотиворемонтний завод
Львівський локомотиворемонтний завод — підприємство з ремонту електровозів для потреб залізниць, завод розтошований в місті Львів (Україна).
Ремонтує електровози таких моделей:
- ВЛ8;
- ВЛ10;
- ВЛ11;
- ВЛ60;
- ВЛ80т;

А також підприємство модернізує ВЛ80т, перетворюючи їх в односекційні ВЛ40У.

## Історія
Завод заснований 1861 року, як майстерня з ремонту паровозів. На початку 1870-х у майстернях працювало більше ніж 350 працівників, а до кінця століття їх кількість зросла до 800. Двічі був повністю зруйнований в роки Першої, а потім Другої світової війни, в 1945 — 1946 рр. відбудований.
Протягом 1913-1930 років було проведено центральне опалення та електричне освітлення майстерень, розширення котельного цеху, нових цехів — моделювального, бляхарського, лакувального, трубопрокатного, та оббивного.
В період 1919-1939 років залізничні майстерні входили в залізничну мережу Польської держави. На той час ремонтувались пасажирські та вантажні вагони, паротяги. 118 років завод ремонтував паротяги, на зміну яким прийшли потужні магістральні електровози.
У 1944 році завод був зруйнований відступаючими німецькими військами, але в 1945-1946 р був відбудований заново і до кінця 4-ї п'ятирічки повністю відновлений.
У серпні 1997 року завод був включений в перелік підприємств, що мають стратегічне значення для економіки і безпеки України.
31 березня 2003 року Кабінет міністрів України передав повноваження з управління державними корпоративними правами Львівського локомотиворемонтного заводу державної адміністрації залізничного транспорту "Укрзалізниця",3 грудня 2008 року ця рішення було скасовано.
2007 рік завод завершив з прибутком 4,644 млн. Гривень.
Розпочата у 2008 році економічна криза ускладнила становище підприємства. 2008 рік завод завершив з прибутком 6,613 млн. гривень і з метою скорочення експлуатаційних витрат до початку 2009 року був переведений з природного газу на мазут, але в зв'язку з скороченням обсягів виробництва до весни 2009 року частка працівників була відправлена в неоплачувану відпустку. 2009 рік завод завершив з прибутком 63 тис. Гривень. У 2010 році становище заводу стабілізувався, але в зв'язку з скороченням державних замовлень на ремонт рухомого складу виробничі потужності використовувалися не повністю (так, в січні-вересні 2012 року ЛЛРЗ працював на 22,9% від планової потужності.
У червні 2014 року Кабінет міністрів України передав 100% акцій заводу у власність акціонерного товариства залізничного транспорту "Українська залізниця".
На сьогоднішній день — це одне із провідних підприємств України з ремонту електровозів. Нині успішно виконує роботу з ремонту та модернізації рухомого складу залізниць. Завод здійснює середній та капітально-відновлювальний ремонти магістральних електровозів як постійного, так і змінного струму. Ремонт промислового залізничного транспорту та тягових агрегатів кар’єрних електровозів. Ремонтує тягові двигуни, допоміжні електричні машини, колісні пари.

## Діяльність
- Ремонт магістральних електровозів
- Ремонт кар'єрних електровозів
- Ремонт ТЕД та ДЕМ
- Ремонт колісних пар
- Ковальсько-ливарне виробництво
- Виготовлення інструменту та оснастки
- Виготовлення запчастин для ремонту

Завод здійснює середній та капітально-відновлювальний ремонти магістральних електровозів як постійного, так і змінного струму. Ремонт промислового залізничного транспорту та тягових агрегатів кар’єрних електровозів. Ремонтує тягові двигуни, допоміжні електричні машини, колісні пари.
Товариство постачає запасні частини на замовлення залізниць України та країн СНД. ПрАТ «Львівський локомотиворемонтний завод» впровадив інформаційну систему керування підприємством. Основною метою комплексної автоматизації підприємства є налагодження оперативного обліку в режимі реального часу, що веде до створення на підприємстві єдиного інформаційного середовища. Прийнято до виконання план з технічного переоснащення підприємства терміном до 2015 року, що передбачає закінчення реконструкції заводу з метою організації сучасних робочих місць, котрі відповідають вимогам промсанітарії та культури виробництва, забезпеченні сучасними методами механізації для досягнення стабільності технологічного процесу, націлені на підвищення якості умов праці, підвищення продуктивності праці та збільшення конкурентоздатності продукції, що виготовляється.
Від грудня 2018 року завод поступово повертається до роботи.

## Керівництво
- Стадницький О.М. - т.в.о.голови правління;
- Джула М.М. - директор з виробництва;
- Груник А.І. - головний інженер;
- Головащенко О.А. - директор з комерційних питань;
- Федик А.Д. - головний бухгалтер;
- Тіщенко М.М. - фінансовий директор.